# Natrofarmacoalumita
La natrofarmacoalumita és un mineral de la classe dels fosfats, que pertany al grup de la farmacoalumita. Rep el nom per la seva relació amb aquest grup, i per la dominància dels cations de sodi i alumini.

## Característiques
La natrofarmacoalumita és un fosfat de fórmula química NaAl₄(AsO₄)₃(OH)₄·4H₂O. Va ser aprovada com a espècie vàlida per l'Associació Mineralògica Internacional l'any 2010. Cristal·litza en el sistema isomètric.
Segons la classificació de Nickel-Strunz, la natrofarmacoalumita pertany a «08.DK - Fosfats, etc, amb cations de mida mitjana i gran, (OH, etc.):RO₄ > 1:1 i < 2:1» juntament amb els següents minerals: richelsdorfita, bariofarmacosiderita, farmacosiderita, natrofarmacosiderita, hidroniofarmacosiderita, farmacoalumita, bariofarmacoalumita, burangaïta, dufrenita, natrodufrenita, matioliïta, gayita, kidwel·lita, bleasdaleïta, matulaïta i krasnovita.

## Formació i jaciments
Va ser descoberta a la mina María Josefa, situada a la localitat de Rodalquilar, al municipi de Níjar, dins la província d'Almeria (Andalusia, Espanya). També ha estat descrita a Kamariza, a la regió d'Àtica (Grècia), i a la mina Torrecillas, a Salar Grande (regió de Tarapacá, Xile). Aquests tres indrets són els únics de tot el planeta on ha estat descrita aquesta espècie mineral.